# Улица Радищева (Курск)
Улица Радищева — улица в Центральном округе города Курска. Почти полностью (кроме северного окончания) находится в пределах исторического центра города. Проходит с юга на север параллельно центральной улице Ленина, в одном квартале от неё: от улицы Дзержинского до Московской площади.
Пересекается с улицами Урицкого, Марата, Почтовой, Кирова, Золотой, Ватутина, Садовой, Гоголя, Павлова.

## История
До 1951 года на месте нынешней улицы Радищева существовали две улицы: Флоровская (с 1918 года — Радищева, проходившая с юга до Золотой улицы) и Мясницкая (проходившая от Садовой улицы до Московской площади). Между улицами Золотой и Мясницкой проезда не было, здесь располагался купеческий Ливадийский сад. Эти две улицы предлагали соединить ещё в 1840 году, однако это не было осуществлено из-за частной собственности на территорию сада. Улицы были объединены после восстановления города в мае 1952 года. Флоровская улица именовалась по названию церкви, находившейся на северо-восточном углу нынешних улиц Радищева и Марата. Официально это название было присвоено улице после утверждения первого генерального плана застройки Курска в 1782 году. Флоровский храм был построен в 1779 году на месте старого, тоже каменного, и взорван большевиками 15 сентября 1935 года.

## Примечательные здания и сооружения

### По нечётной стороне

#### Главный корпус КГУ (№ 33)

##### Мариинская женская гимназия 1903—1919

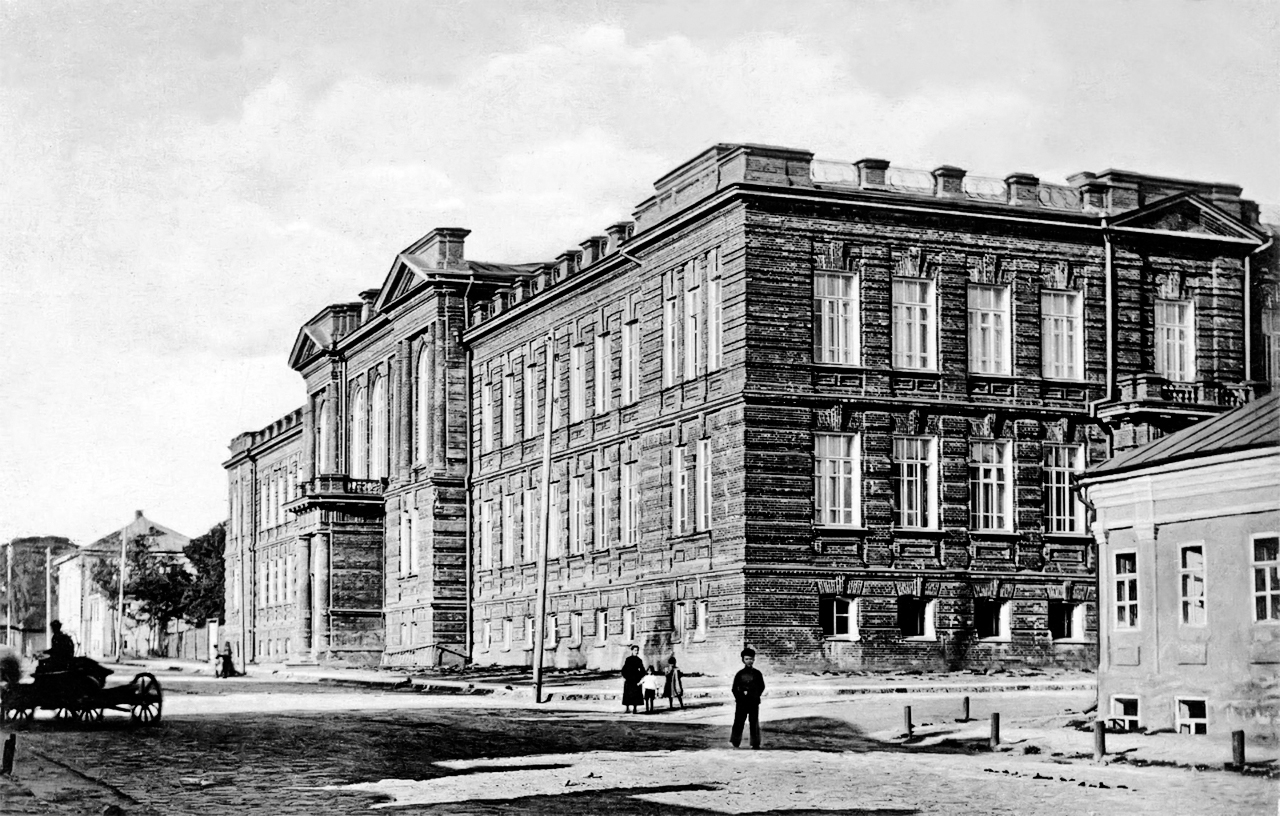
Здание Мариинской женской гимназии

Здание Мариинской женской гимназии было построено в 1901-1903 годах. Проект здания в стиле эклектики был составлен в 1900 году. Автором проекта и руководителем строительства являлся гражданский инженер, статский советник А. А. Баумиллер. До строительства здания гимназия располагалась на Московской улице. Гимназия выпускала учителей. Аналогичных гимназий в Российской империи было пять: Орловская, Воронежская, Харьковская, Новочеркасская и Курская. Новое здание было построено благодаря стараниям её руководителя и попечителя Жаворонкова Д. Г. Названа гимназия была по имени её попечительницы — императрицы Марии Федоровны. В 1917 году гимназия была закрыта.

##### Курский государственный педагогический институт

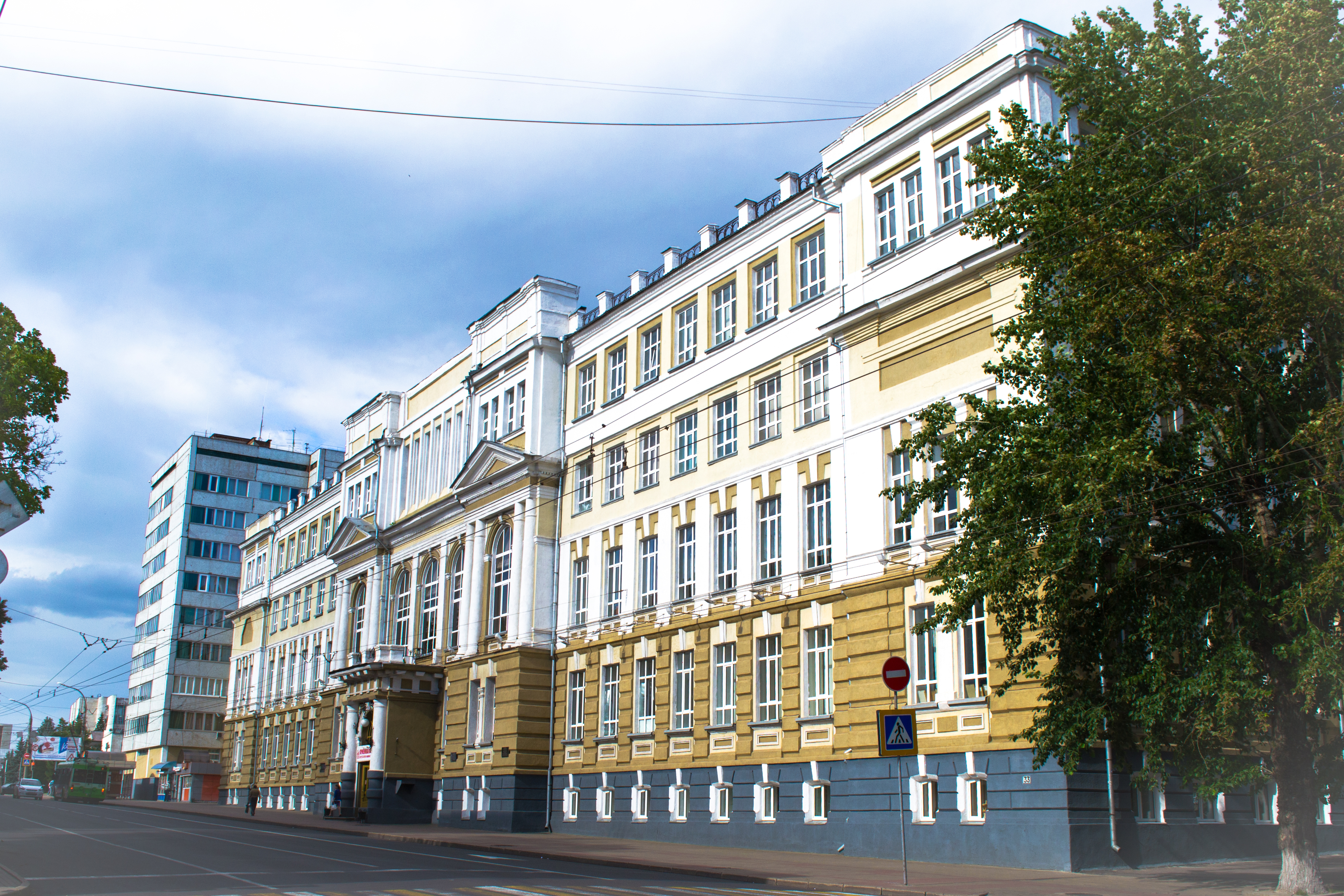
Здание главного корпуса Курского государственного университета

В 1934 году в здании бывшей Мариинской женской гимназии был открыт Курский государственный педагогический институт. В 1935-1936 годах зданию были надстроены два этажа. Проект реконструкции был составлен в проектной конторе «Курскоблпроект» архитектором-художников Петровским К. Г.. Строительство производилось специальным отрядом, состоящим из студентов-комсомольцев.
Во время оккупации Курска в 1941-1943 годах здание института было взорвано и сожжено.
Восстановлено здание главного корпуса педагогического института было в 1955 году. Проект восстановления был составлен в проектной конторе «Курскоблпроект» архитектором Лезиным А. И. Строительные работы выполнял трест «Курскстрой».
20 ноября 1963 года Министерство просвещения РСФСР утвердило задание на проектирование и строительство нового корпуса-пристройки, выделив на это 5,7 тыс. руб.. Индивидуальный проект кирпичного (под расшивку) пятиэтажного учебного корпуса с цокольным этажем был составлен в проектной конторе «Курскоблпроект» (ставшей при строительстве корпуса уже институтом «Курскгражданпроект») архитектором Лезиным А. И..
В 1972 году лабораторный корпус, пристроенный к дворовому фасаду главного корпуса был сдан. В нём разместились два факультета — физико-математический и естественно-географический, — столовая, два читальных зала, библиотека, книгохранилище, лаборатории, кабинеты и другие учебные помещения.
В 1991 году на углу улиц Радищева и Золотой к главному корпусу института со стороны северного фасада был пристроен дополнительный девятиэтажный корпус.

#### Учебный корпус КГУ (№ 29)
В 2006-2012 годах на углу улиц Радищева и Кирова было построено здание нового корпуса Курского государственного университета. Проект здания в стиле постмодернизма был составлен в 2004-2006 годах архитекторами Михайловым В. Н. и Михайловой И. П. и утверждён в 2008 году.. Строительство выполнялось компанией Рейтинг. Здание имеет 8 этажей, центральный вход выполнен с двусветным атриумом. На главном фасаде использовано витражное освещение. Здание выполнено по каркасно-монолитной технологии с оштукатуренными самонесущими кирпичными и газобетонными стенами.

### По чётной стороне

#### Областной кукольный театр (№ 2)

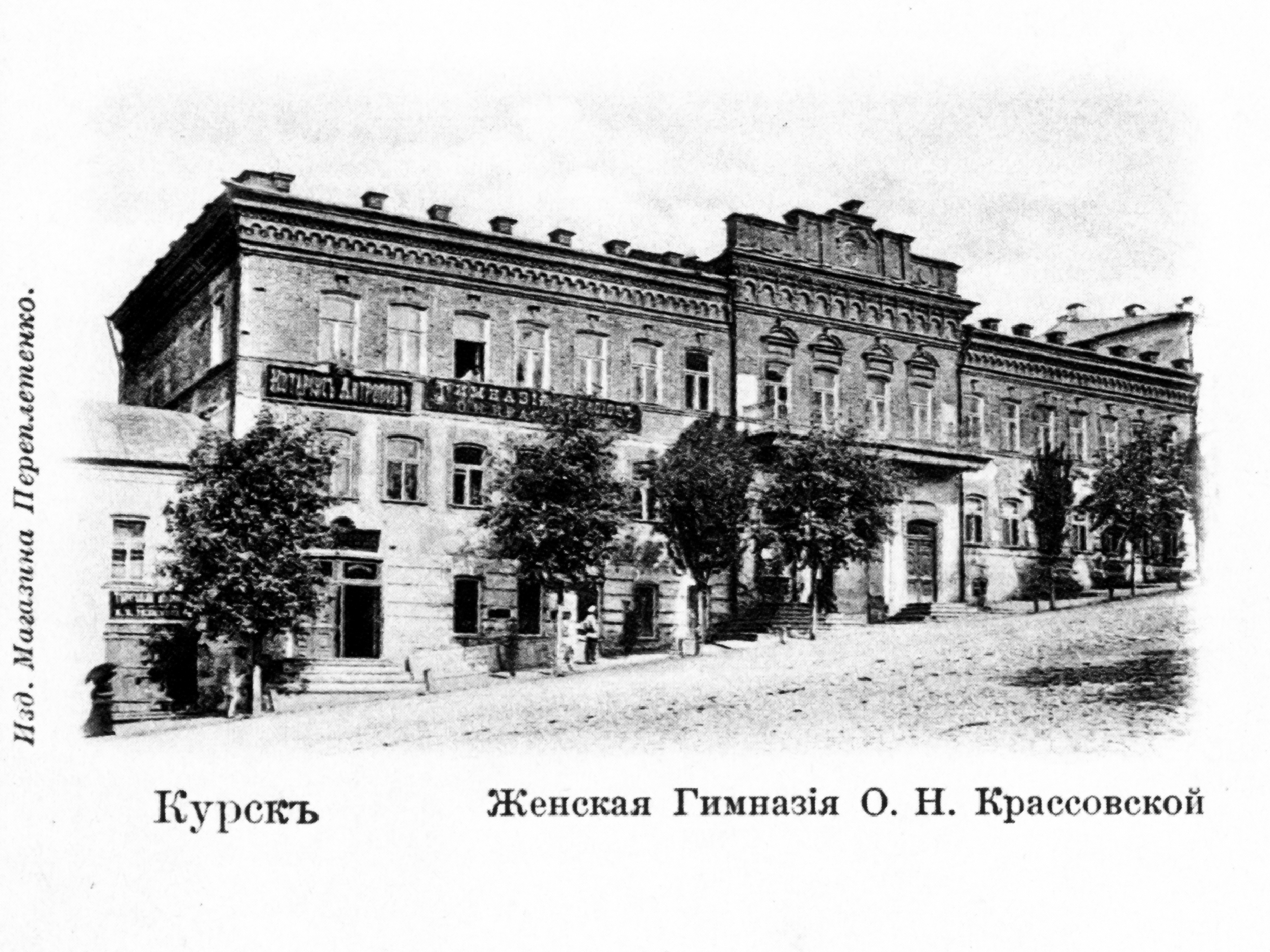
Здание женской гимназии Красовской О. Н.

Во второй половине XIX века на углу Флоровской и Херсонской улиц было построено здание переменной этажности (2-3 этажа) в стиле эклектики потомственной почётной гражданки Рубчевской О. И..
В 1894-1907 годы в нём располагалась частная женская гимназия Красовской О. Н. Учебное заведение имело 7 основных и 8 дополнительных классов. Большинство учениц жили в пансионе при гимназии. Гимназию из-за цвету фартуков воспитанниц называли «серой». Средства на существование гимназия получала от сбора за содержание воспитанниц в пансионе, платы за обучение, земских единовременных пособий, личных средств Красовской О. Н. и из специальных средств Министерства народного просвещения. Воспитанницы изучали обязательную программу земских школ, а также космографию и могли выбирать дополнительные предметы: музыку, танцы, немецкий и французский языки. В 1907 году гимназия была закрыта. Книги, брошюры, учебные пособия, часть физических приборов и препаратов закрывшегося заведения были переданы Путивльской женской гимназии. За 20 лет своего существования гимназия дала среднее образование более 600 девушкам из состоятельных семей.
В 1935-1965 году в здании размещалась средняя школа № 4. В довоенное время в ней учились два Героя Советского Союза Пигарев Н. Г. и Минаков И. Ф..
С 1965 года здание занимает Государственный театр кукол.
В 1995 году при ремонте фасада здания был демонтирован балкон над центральным входом.
В сквере рядом с театром в феврале 1960 года была установлена скульптурная композиция «Спутник», исполненная из кованной меди (по другим данным — в 1965 году, название монумента — «Космос») (скульпторы А. Новиков, А. Рыбкин, Н. Селиванов).

#### Дом казначейства (№ 16)

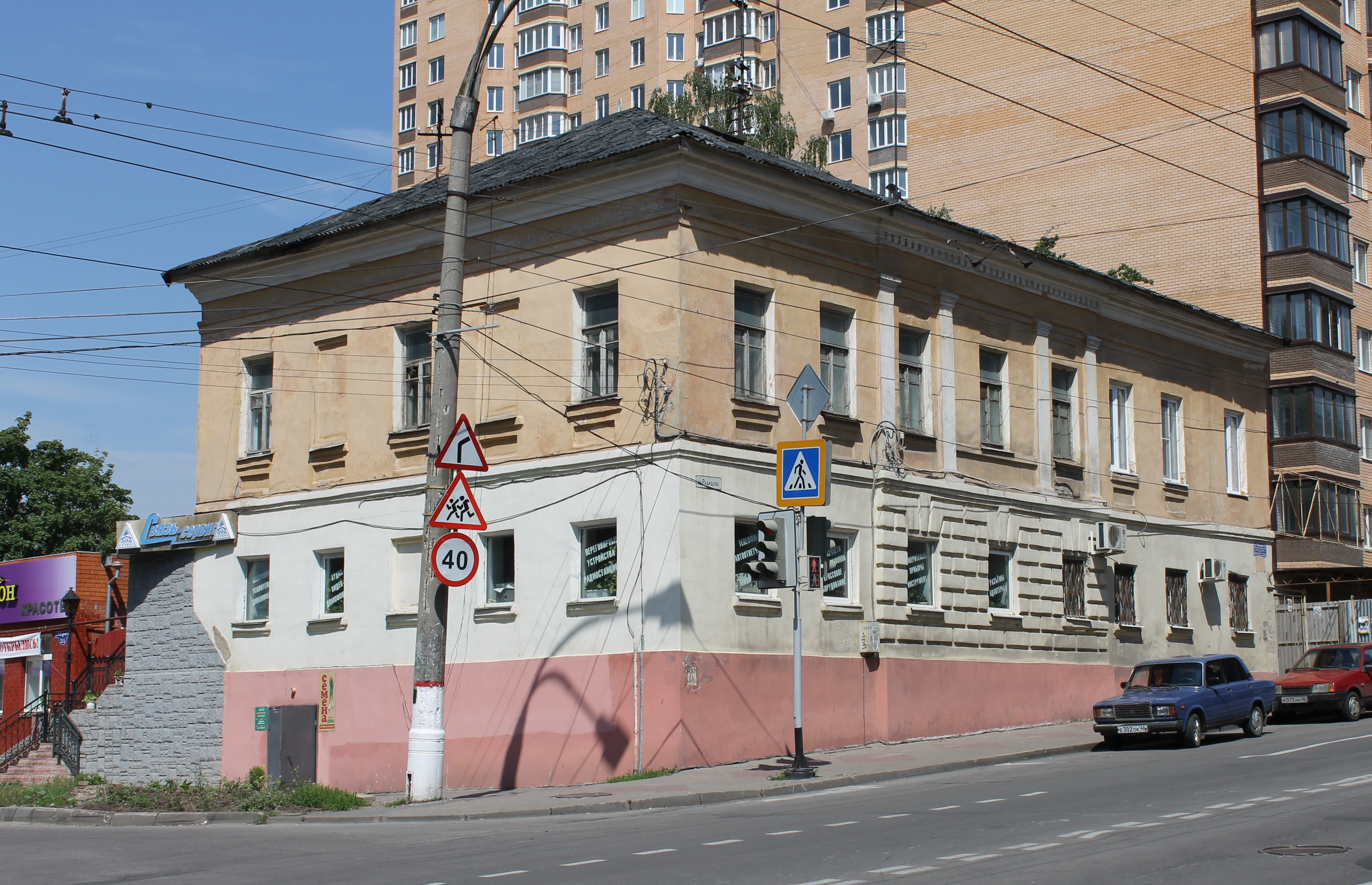

Двухэтажный каменный дом на углу улиц Флоренской и Гостиной был построен по генеральному плану Курска 1782 года в конце XVIII века губернским казначеем надворным советником Алексеем Пузановым. Здание выстроено в стиле классицизма. Главный фасад здания оживлён на первом этаже в центральной части рустованным ризалитом (протяжённостью в три окна с крупными замковыми камнями), переходящим на втором этаже в четыре пилястры упрощённого тосканского ордера. Все оконные проёмы второго этажа украшены простыми подоконными филёнками прямоугольной формы, кроме трёх центральных на главном фасаде, у которых филёнки расположены над окнами.
Здание является примером типовой застройки конца XVIII века, когда для жилых домов централизованно было разработано восемь типов зданий, из которых составлялись кварталы провинциальных городов.
После Октябрьской революции в здании размещалось Курское губернское отделение военной цензуры, позднее длительное время дом был жилым. В послевоенные годы в подвальной части помещалась керосиновая лавка. В наши дни в здании располагаются офисы и магазины. В июле 2012 года комиссия по сохранению объектов культурного наследия в городе Курске утвердила «Дом казначея» в числе других объектов, на которых планируется размещение табличек, сообщающих о названии памятника и дате его возведения.

#### Парк Героев Гражданской войны
Основная статья: Парк Героев Гражданской войны
В XIX веке это место было окраиной Курска, где располагались мелкие кирпичные заводы. До Октябрьской революции здесь располагалась площадь, официально называвшаяся Подвальной. Куряне же чаще называли это место «Бородино поле», от искажения фамилии купца Бырдина. С 5 мая 1918 года площадь получила название 1 Мая. Здесь проходили обучение курские полки Красной Армии, проводились митинги трудящихся. 23 июля 1918 года на этой площади состоялся большой митинг, на котором перед красноармейцами и гражданами Курска выступил Н. И. Подвойский, призывавший солдат революции к борьбе с врагом. За три дня до освобождения Курска войсками 9-й стрелковой и Эстонской дивизий от деникинцев в ночь на 16 ноября 1919 года белогвардейцы расстреляли в курской тюрьме, находившейся за Херсонскими воротами, 29 коммунистов и сочувствующих советской власти. 20 сентября 1919 в город вошли войска добровольцев под командованием генерала Деникина. За три дня до освобождения Курска войсками 9-й стрелковой и Эстонской дивизий от деникинцев в ночь на 16 ноября 1919 года белогвардейцы расстреляли в курской тюрьме, находившейся за Херсонскими воротами, 29 коммунистов и сочувствующих советской власти. 29 ноября 1919 года на площади 1 Мая состоялось погребение в братской могиле 27 жертв контрреволюции. Gлощадь имени 1 Мая стала местом захоронения героев революции, партийных и советских работников. 21 ноября 1934 года эта площадь была переименована в парк Героев гражданской войны. Первые посадки деревьев были проведены здесь ещё 5 мая 1923 года в День леса, когда комсомольцы города высадили на площади, представлявшей собой в то время голое поле, первые саженцы. Во время немецкой оккупации города захватчики облюбовали место небольшого парка под воинское кладбище, вырубив кустарники и деревья. В начале 70-х годов парк Героев гражданской войны был реконструирован. В 1977 году у братской могилы был воздвигнут памятный знак (авторы: скульптор Н. П. Криволапов, художники В. П. Мокроусов и Л. И. Аристархов, архитектор В. А. Рукавицын) и зажжён Вечный огонь. 31 октября 1987 года здесь перезахоронили прах Александра Косухина, комиссара золотого эшелона, организовавшего перевозку отбитого у Колчака золота из Иркутска в Казань, большевичек Софьи Аристарховой-Левицкой, Екатерины Брянцевой, Анны Чурсановой.